# Саботаж (фильм, 2014)
«Саботаж» (англ. Sabotage) — боевик, триллер режиссёра Дэвида Эйера по сценарию Эйера и Скипа Вудса. В главных ролях — Арнольд Шварценеггер и Оливия Уильямс. Премьера фильма в США состоялась 28 марта 2014 года, в России — 17 апреля 2014 года.

## Сюжет
Элитная оперативная группа DEA борется со смертоносными наркокартелями в мире. Специализирующаяся на сложных мобильных операциях команда совершает тактический рейд на конспиративную квартиру картеля. То, что выглядит, как типичный рейд, на самом деле оказывается продуманным процессом кражи денег из квартиры, который отряд DEA заранее спланировал. После утаивания миллионов украденных денег команда полагает, что их секрет находится в безопасности, однако кто-то начинает убивать по одному членов команды.

## В ролях
| Актёр                | Роль                          |
| -------------------- | ----------------------------- |
| Арнольд Шварценеггер | Джон «Пробивной» Уортон       |
| Оливия Уильямс       | следователь Кэролайн Брентвуд |
| Мирей Инос           | Лиззи Мюррей                  |
| Сэм Уортингтон       | Джеймс «Монстр» Мюррей        |
| Терренс Ховард       | Джулиус «Шугар» Эдмондс       |
| Джо Манганьелло      | Джо «Гриндер» Филлипс         |
| Джош Холлоуэй        | Эдди «Нек» Джордан            |
| Макс Мартини         | Том «Пиро» Робертс            |
| Гарольд Перрино      | Джексон                       |
| Кевин Вэнс           | Брайс «Тренога» Макнили       |
| Марк Шлегель         | «Дым» Дженнингс               |
| Трой Гэрити          | агент DEA Сполчек             |

## Создание
Съёмки фильма проходили в Джорджии, Хартфорде и Нью-Йорке.
Рабочими названиями фильма были «Breacher» и «Ten».
Кейт Мара и Айла Фишер пробовались на роль, которую впоследствии получила Малин Акерман. Но позже Акерман выбыла из фильма в связи с беременностью и была заменена на Мирей Инос. На одну из ролей рассматривалась Доун Оливери.